# Forprang
Forprang er betegnelsen for handel uden for købstæderne, nærmere betegnet opkøb af varer, som sælgeren ellers måtte antages at have villet føre til torvs (i en købstad), foretaget i det øjemed at forhøje prisen. Forprang blev forbudt med Danske Lov og dette fastholdtes indtil vedtagelsen af næringsloven af 1857.

## Lovgivningen
Ved en forordning af 28. oktober 1422 blev det forbudt »an(n)er stadh at øwe oc hantere wte(n) i wore køpstædher oc vpa wore marknethe ok torgh«. Ved denne lejlighed ses ordet forprang for første gang i dansk lovgivning.
I en afgørelse, et dombrev, givet på „Hindsegavl" den 3. marts 1447 af Christian 1. og Rigsrådet, siges "for ret" i en tvist imellem biskop „Ølrich" i Aars (Aarhus) og „Thosind" (Tåsinge) indbyggere på den ene, og Svendborgs borgerskab på den anden side, at biskoppen måtte have sit eget skib frit gående fra Tåsinge til Tyskland; men at øens indbyggere måtte til Tyskland alene udføre (levende) heste, øksne og køer, men ikke ædende varer. Disse skulle de udelukkende føres til Svendborg; og de måtte ikke drive forprang med noget, som de førte tilbage fra Tyskland.
Danske Lov 3—13—26 fra 1683 pålagde bønderne at føre deres varer til købstæderne og falholde dem på akseltorve og forbyder dem at sælge dem til "Høkkere og Forprangere, som landet omløbe".
Forordningen om land- og forprang af 25. august 1741 indeholdt følgende formulering: "ved det den ... strængelig forbudne Land- og Forprang i lang Tiid har gaaet i Svang ... saaledes ... at nu mange fast ikke engang vide, hvorvidt saadant er forbuddet, eller have noget ret Begreb om, hvad egentlig ved Land- og Forprang er at forstaae ..."
En forordning af 2. oktober 1741 særlig for Københavns vedkommende forbyder høkerne, ikke blot at gå bønderne i møde uden for portene, men også at opkøbe på torvet inden kl. 10 formiddag, for at stadens indbygger kunne have lejlighed til forinden at gøre deres indkøb til husbrug.
Forbuddet mod forprang blev meget indskrænket ved en plakat 15. juli 1815 og helt ophævet ved næringsloven af 1857.